# Busch Gardens Tampa
Busch Gardens Tampa Bay (voorheen bekend als Busch Gardens Africa en Busch Gardens: The Dark Continent) is een dierenattractiepark bij Tampa (Florida) in de Verenigde Staten. Het pretpark is eigendom van United Parks & Resorts. In het park leven meer dan tweehonderd diersoorten en daarmee is het park het grootste dierenpark van Tampa.

## Geschiedenis
In 1959 ging Busch Gardens Tampa open als een gelegenheid waar gasten kennis konden maken met de smaak van bier. Er woonden indertijd vier vogels en door de jaren heen groeide dit aantal. Tevens kreeg het een roltrap die de bezoekers naar het dak bracht waar ze een rondleiding kregen. In 1965 breidde het park flink uit met een uitbreiding van zeventig acres waar dieren vrij in rond konden lopen.
De komst van Disney World in 1971 zorgde voor de noodzaak tot uitbreiding van het park. In 1975 werd het Marokkaanse dorp geopend. Een jaar later kreeg het park ook haar eerste achtbaan: Python. Deze attractie werd in 2006 gesloopt. De Python kwam te liggen in het nieuwe themagebied Congo. Vanaf deze tijd gebruikte het pretpark ook de naam Busch Gardens: The Dark Continent. In 1980 werd Busch Gardens opnieuw uitgebreid, ditmaal met het themagebied Timbuktu waartoe de achtbaan Scorpion behoorde. In de jaren negentig breidde het park zich flink uit met een aantal nieuwe achtbanen, zoals bijvoorbeeld Kumba. In 1999 werd de houten tweelingachtbaan Gwazi geopend op de plek waar de brouwerij had gestaan. Na vijftien jaar dienst te hebben gedaan werd deze attractie gesloten en in 2019 werd bekendgemaakt dat er een hybride achtbaan voor in de plaats komt.
In 2022 werd het Looping Schip Phoenix uit het park verwijderd en in 2024 sloot de klassieke achtbaan Scorpion na 44 jaar. Dat seizoen opende ook de familieachtbaan Phoenix Rising.

## Attracties

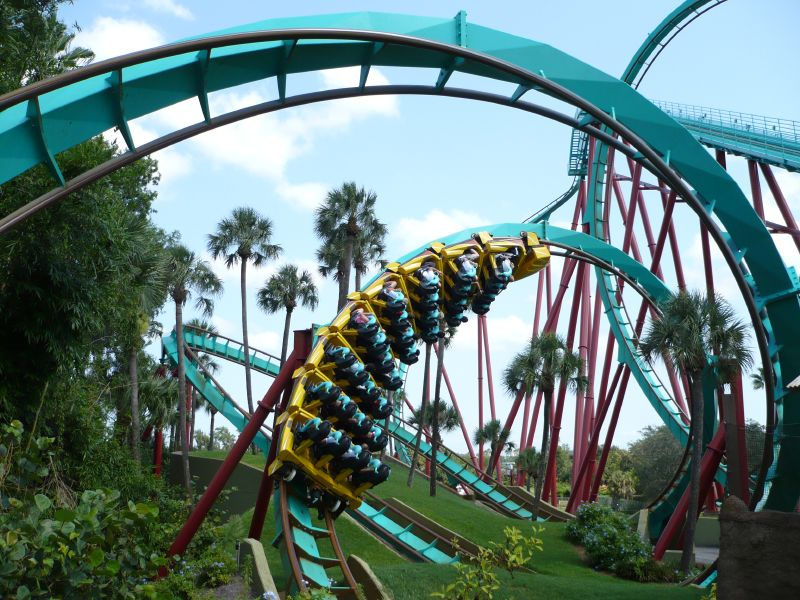
De kurkentrekker van Kumba

### Achtbanen

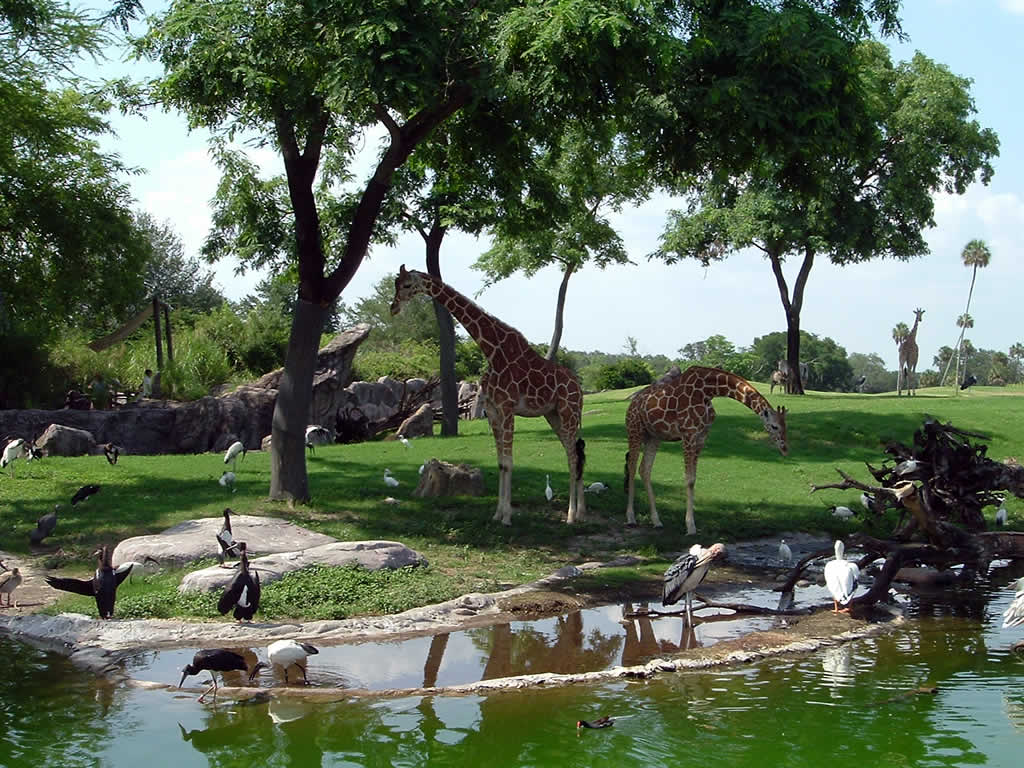
De Walkthrough-attractie Edge of Africa

| Naam           | Type                  | Bouwer                      | Jaar van opening |
| -------------- | --------------------- | --------------------------- | ---------------- |
| Air Grover     | Stalen kinderachtbaan | Zierer                      | 2010             |
| Cheetah Hunt   | Lanceerachtbaan       | Intamin                     | 2011             |
| Cobra's Curse  | Draaiende achtbaan    | MACK Rides                  | 2016             |
| Iron Gwazi     | Hybride achtbaan      | Rocky Mountain Construction | 2022             |
| Kumba          | Stalen achtbaan       | Bolliger & Mabillard        | 1993             |
| Montu          | Omgekeerde achtbaan   | Bolliger & Mabillard        | 1996             |
| Phoenix rising | Omgekeerde achtbaan   | Bolliger & Mabillard        | 2024             |
| SheiKra        | Duikachtbaan          | Bolliger & Mabillard        | 2005             |
| Tigris         | Stalen achtbaan       | Premier Rides               | 2019             |

| Naam         | Type                    | Bouwer                       | Jaar van opening | Jaar van sluiting |
| ------------ | ----------------------- | ---------------------------- | ---------------- | ----------------- |
| Python       | Stalen achtbaan         | Arrow Dynamics               | 1976             | 2006              |
| Gwazi        | Houten tweelingachtbaan | Great Coasters International | 1999             | 2015              |
| Sand Serpent | Wildemuis-achtbaan      | MACK Rides                   | 2004             | 2023              |
| Scorpion     | Stalen achtbaan         | Anton Schwarzkopf            | 1980             | 2024              |

### Overige attracties
- Congo River Rapids, een rapid river.
- Falcon's Fury, een vrijevaltoren geopend sinds 2014 en gebouwd door Intamin.
- Serengeti Expres, een toeristische spoorweg door het park.
- Serengeti Flyer, een Screamin' Swing
- Skyride, kabelbaan.
- Stanley Falls Flume, een boomstamattractie.